# فیت فور ان اتوپسی
فیت فور ان اتوپسی (انگلیسی: Fit for an Autopsy) یک گروه دث‌کور آمریکایی از جرزی سیتی، نیوجرسی است که در سال ۲۰۰۸ آغاز به کار کرد.